# Tyej
Tyej románul: Teiu, falu Romániában, Erdélyben, Hunyad megyében.

## Fekvése
Jófőtől nyugatra fekvő település.

## Története
Tyej, Tyel nevét 1491-ben említette először oklevél p. Thel néven.
1526-ban p. They Déva vár tartozékai közé tartozott és Jófő város birtoka volt.
A trianoni békeszerződés előtt Hunyad vármegye Marosillyei járásához tartozott.
1910-ben 463 lakosából 16 magyar, 433 román volt. Ebből 16 római katolikus, 444 görög keleti ortodox volt.

## Források

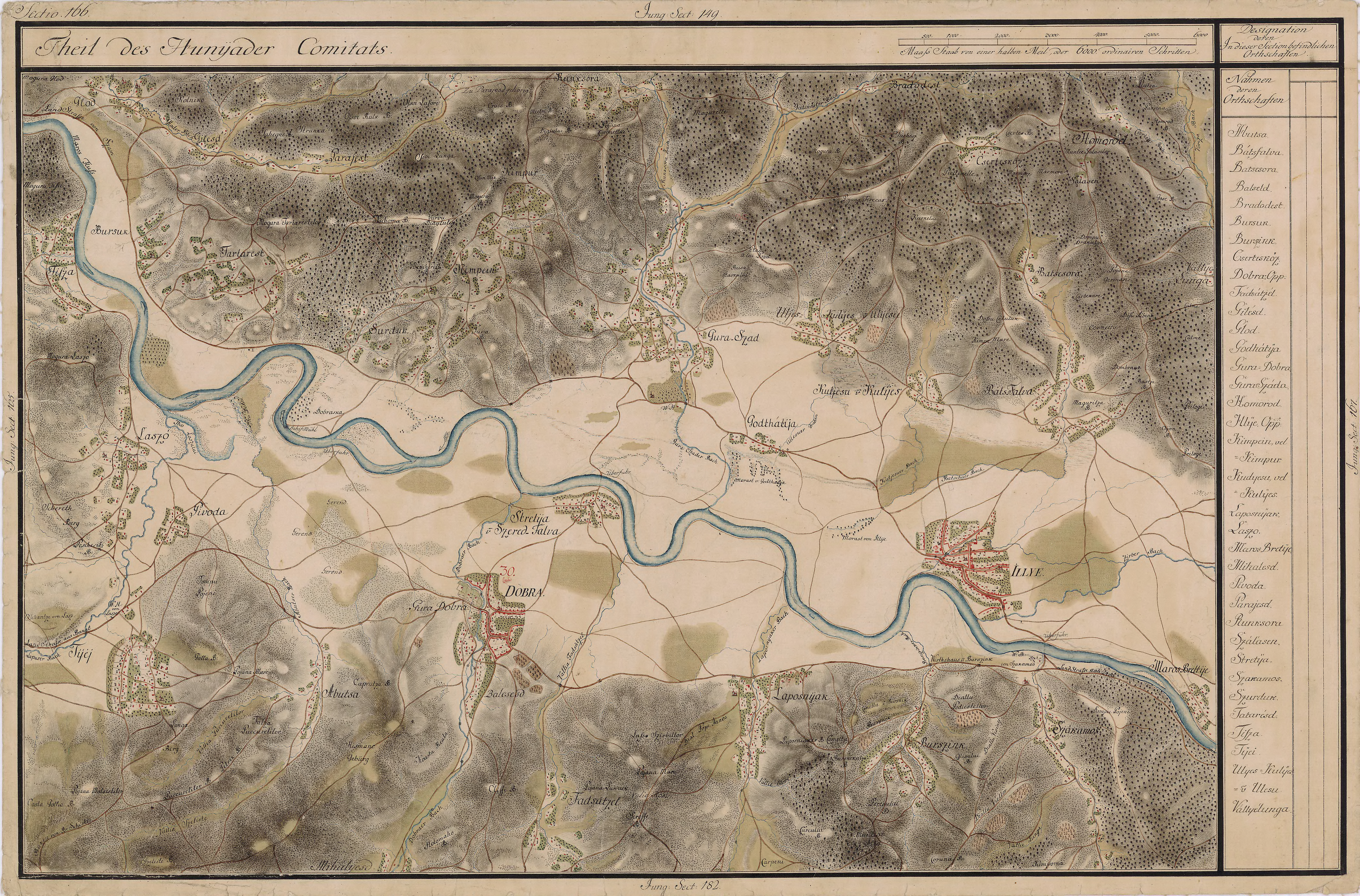
Tyej egy régi térképen